# Haarkikker
De haarkikker (Astylosternus robustus) is een kikker uit de familie Arthroleptidae (vroeger: Leptodactylidae).
De soort werd voor het eerst wetenschappelijk beschreven door George Albert Boulenger in 1900. Later werd de wetenschappelijke naam Astylosternus robustus gebruikt. De kikker dankt ook zijn Nederlandstalige naam aan de haarachtige structuren die de mannetjes vertonen in de flanken gedurende de paartijd. Deze langwerpige uitsteeksels van de huid zijn tot 1,5 cm lang.
Mannetjes hebben een gepaarde keelzak en worden veel groter dan de vrouwtjes. De soort wordt ongeveer 11 centimeter lang, is afgeplat en heeft een zeer brede kop met een stompe snuit. De haarkikker is landbewonend en zoekt alleen het water op voor de voortplanting. De eitjes worden afgezet in rotsige stroompjes, de kikkervisjes hebben rijen verhoornde tandjes in de bek en zijn carnivoor.